# Nausikaa (Mythologie)

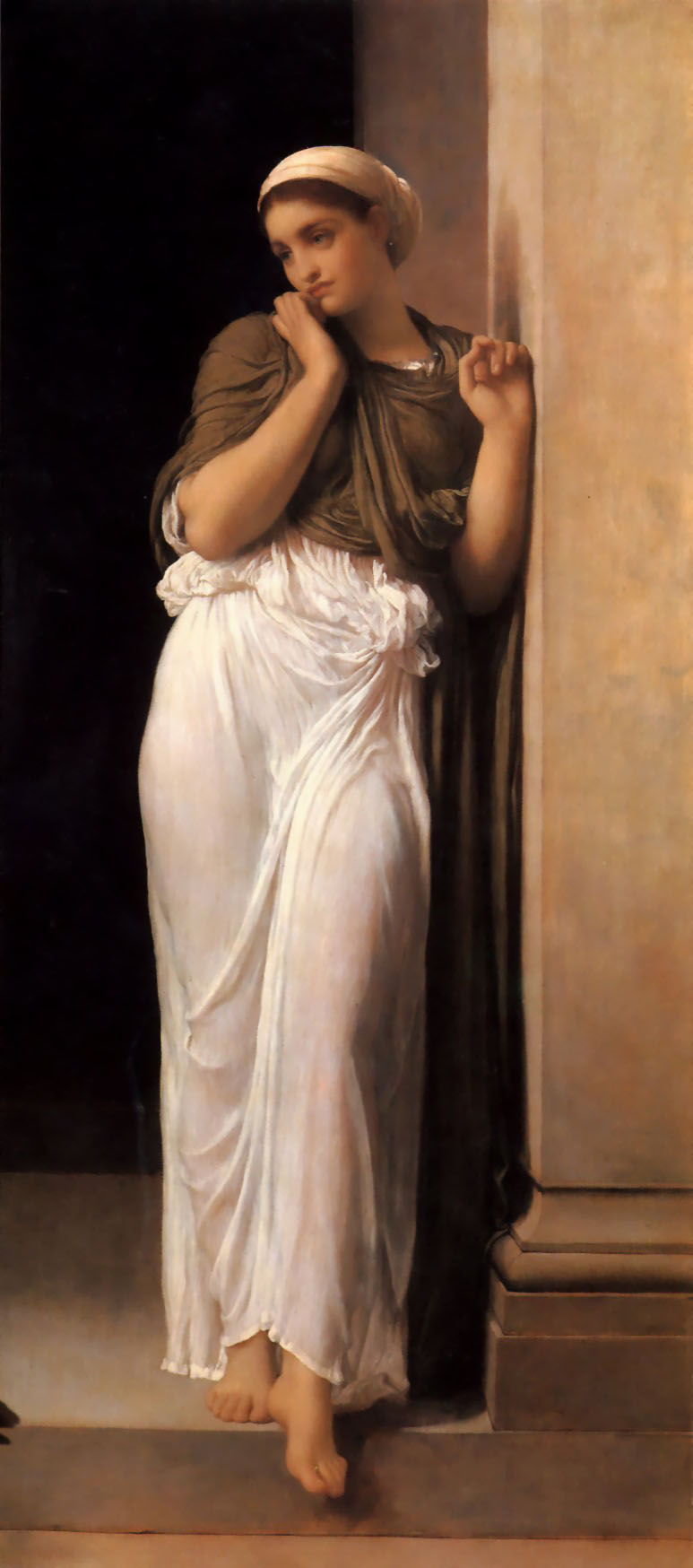
Frederic Leighton, Nausicaa, ca. 1878

Nausikaa (altgriechisch Ναυσικάα Nausikáa) ist in der griechischen Mythologie die Tochter des phaiakischen Königs Alkinoos und dessen Frau Arete.

## Mythos

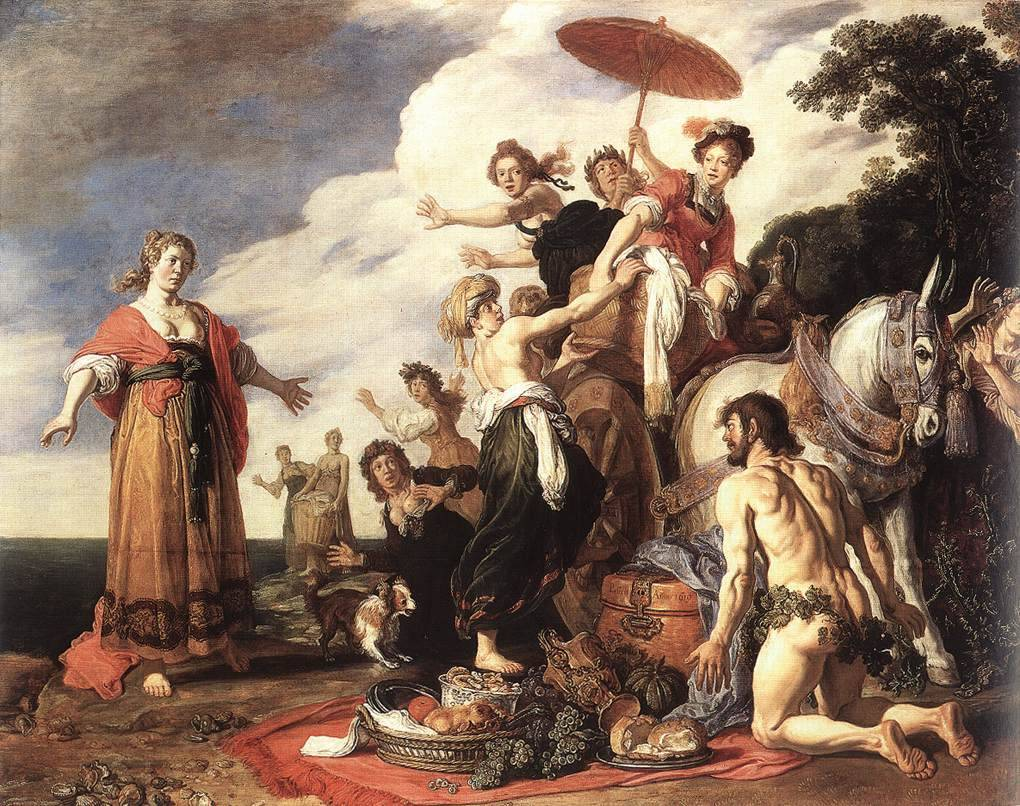
Pieter Lastman, Odysseus und Nausikaa, Ölbildnis, 1619, Alte Pinakothek, München

Gemäß der Odyssee von Homer bricht die junge und Göttinnen in der Schönheit ähnliche Nausikaa, im Traum durch Athene dazu ermuntert, morgens mit ihren Dienerinnen zum Strand von Scheria auf und wäscht dort mit ihren Dienerinnen am Fluss in der Nähe des Strandes Wäsche. Nach dem Essen machen sie ein Ballspiel. Durch das Kreischen der Mädchen, als der Ball weit wegfliegt, wird ein Schiffbrüchiger geweckt, der in einem nahe gelegenen Gebüsch geschlafen hatte. Die anderen Mädchen fürchten sich vor ihm, Nausikaa jedoch hat keine Angst. Sie gibt ihm zu essen und Kleidung. Danach weist Nausikaa ihm den Weg zum väterlichen Hof, wo der Fremde sich während des Gastmahls als Odysseus zu erkennen gibt und über seine Irrfahrten berichtet. Odysseus entscheidet sich dagegen, Nausikaa zu heiraten und ein sorgenfreies Leben bei den Phaiaken zu genießen, sondern lässt sich von den Phaiaken in seine Heimat Ithaka bringen.  – Homer nutzt diese Erzählungen auch dazu, subtil die aufkeimende Liebe eines jungen Mädchens darzustellen.
Späteren Überlieferungen nach (z. B. Hellanikos von Lesbos) unternimmt Odysseus’ Sohn Telemachos eine Reise zu den Phaiaken und verliebt sich in Nausikaa. Die beiden zeugen einen Sohn, der in einigen Quellen als Persepolis, in anderen als Ptoliporthos geführt wird.

## Rezeption
Hayao Miyazakis Manga Nausicaä aus dem Tal der Winde sowie der darauf beruhende Anime wurde von der Figur Nausikaa inspiriert.
Das dreizehnte Kapitel im Roman Ulysses von James Joyce ist mit Nausikaa überschrieben. Leopold Bloom trifft dort am Strand ebenfalls auf eine schöne junge Frau.
In Manfred Hausmanns Roman Kleiner Stern im dunklen Strom (1963) heißt die Segelyacht, die Ausgangspunkt der dramatischen Erzählung ist, in ihrem Verlauf sinkt und wieder geborgen wird, Nausikaa.